# 발루르
발루르는 아이슬란드의 스포츠 클럽으로 수도인 레이캬비크를 연고로 1911년에 창단된 아이슬란드에서 가장 오래된 클럽 가운데 하나이다.

## 역사
클럽은 1911년 5월 11일에 아이슬란드의 YMCA의 하부조직으로 창단되었다. 같은 해에 클럽 명칭은 현재의 명칭인 발루르 (Valur)가 되었는데, 이는 아이슬란드어로 큰 매를 뜻한다. 1939년에 현재의 홈구장을 구입하여 현재까지 사용하고 있다. 발루르는 원래 축구팀밖에 없었으나, 1940년 즈음에 핸드볼 팀이 만들어지고, 후에 스키 팀도 만들어졌다. 2차 대전 후에는 여자 핸드볼팀이 구성되었고, 1970년에는 농구 팀이 조직되었다.

## 역대 우승기록
- 아이슬란드 리그

우승 (20): 1930, 1933, 1935, 1936, 1937, 1938, 1940, 1942, 1943, 1944, 1945, 1956, 1966, 1967, 1976, 1978, 1980, 1985, 1987, 2007
- 아이슬란드 컵

우승 (9): 1965, 1974, 1976, 1977, 1988, 1990, 1991, 1992, 2005
- 아이슬란드 리그컵

우승 (1): 2008
- 아이슬란드 슈퍼컵

우승 (2): 2005, 2008

## 유럽대회 성적
| 시즌    | 대회              | 라운드    |            | 클럽            | 결과     |
| ------- | ----------------- | --------- | ---------- | --------------- | -------- |
| 1966-67 | UEFA 컵위너스컵   | 예선전    | 벨기에     | 스탕다르 리에주 | 1-1, 1-8 |
| 1974-75 | UEFA컵            | 1회전     | 북아일랜드 | 포터다운        | 0-0, 1-2 |
| 1975-76 | UEFA 컵위너스컵   | 1회전     | 스코틀랜드 | 셀틱            | 0-2, 0-7 |
| 1978-79 | UEFA 컵위너스컵   | 1회전     | 동독       | 마그데부르크    | 1-1, 0-4 |
| 1985-86 | UEFA컵            | 1회전     | 프랑스     | 낭트            | 2-1, 0-3 |
| 1987-88 | UEFA컵            | 1회전     | 동독       | 비스무트 아우에 | 0-0, 1-1 |
| 1989-90 | UEFA 컵위너스컵   | 1회전     | 동독       | 디나모 베를린   | 1-2, 1-2 |
| 1991-92 | UEFA 컵위너스컵   | 1회전     | 스위스     | 시옹            | 0-1, 1-1 |
| 1992-93 | UEFA 컵위너스컵   | 1회전     | 포르투갈   | 보아비스타      | 0-0, 0-3 |
| 1993-94 | UEFA 컵위너스컵   | 예선전    | 핀란드     | 미파            | 3-1, 1-0 |
|         |                   | 1회전     | 스코틀랜드 | 애버딘          | 0-3, 0-4 |
| 2006-07 | UEFA컵            | 예선1회전 | 덴마크     | 브뢴비          | 3-0, 0-0 |
| 2007-08 | UEFA 인터토토컵   | 1회전     | 아일랜드   | 코크 시티       | 0-2, 1-0 |
| 2008-09 | UEFA 챔피언스리그 | 예선1회전 | 벨라루스   | BATE            | 0-2, 0-1 |

 주: 굵게 표시된 것이 홈경기이다. 

## 선수 명단

### 현역
- 비르키르 마우르 사이바르손(2003 ~ 2008, 2018 ~ )
- 엘파르 프레이르 헬가손(2023 ~ )
- 하우쿠르 파우들 시귀르드손(2010 ~ )
- 에런 조핸슨(2021 ~ )